# Браништеа (Арђеш)
Браништеа (рум. Braniștea) насеље је у Румунији у округу Арђеш у општини Уда. Oпштина се налази на надморској висини од 458 m.

## Становништво
Према подацима из 2002. године у насељу је живело 82 становника, од којих су сви румунске националности.